# 2023 w Wojsku Polskim
Kalendarium Wojska Polskiego 2023 – wydarzenia w Wojsku Polskim w roku 2023. W tym roku Siły Zbrojne Rzeczypospolitej Polskiej kontynuowały udział w misjach poza granicami kraju w ramach:
Polskiego Kontyngentu Wojskowego w składzie Wielonarodowej Brygady Południe-Wschód w Rumunii oraz Republice Bułgarii.
Polskiego Kontyngentu Wojskowego w składzie batalionowej grupy bojowej sił wzmocnionej Wysuniętej Obecności Organizacji Traktatu Północnoatlantyckiego w Republice Łotewskiej oraz Republice Estońskiej i Republice Litewskiej.
Polskiego Kontyngentu Wojskowego w ramach Dostosowanych Środków Wzmocnienia Organizacji Traktatu Północnoatlantyckiego dla Turcji, na terytorium Turcji, wschodnim akwenie Morza Śródziemnego oraz Morzu Czarnym.
Polskiego Kontyngentu Wojskowego w Siłach Międzynarodowych w Republice Kosowa i Republice Macedonii Północnej oraz w Bośni i Hercegowinie.
Polskiego Kontyngentu Wojskowego w Republice Iraku, Jordańskim Królestwie Haszymidzkim, Państwie Katar oraz Państwie Kuwejt.
Polskiego Kontyngentu Wojskowego w operacji wojskowej Unii Europejskiej w Bośni i Hercegowinie.
Polskiego Kontyngentu Wojskowego w operacji wojskowej Unii Europejskiej na Morzu Śródziemnym.
Polskiego Kontyngentu Wojskowego w szkoleniowej misji wojskowej Unii Europejskiej w Republice Środkowoafrykańskiej.

## Styczeń
4 stycznia
- Wicepremier-Minister Obrony Narodowej zatwierdził umowę na dostawę czołgów M1A1 ABRAMS. Na wyposażenie Wojska Polskiego ma trafić 116 sztuk, wraz ze sprzętem towarzyszącym[9].

17 stycznia
- W związku z osiągnięciem wieku sześćdziesięciu lat, zawodową służbę wojskową zakończył gen. broni pil. Tadeusz Mikutel[10].

27 stycznia
- Zmiana na stanowisku komendanta Centrum Szkolenia Wojsk Lądowych w Poznaniu. Odchodzący do rezerwy dotychczasowy komendant płk Krzysztof Kuba przekazał obowiązki swojemu zastępcy ppłk. Rafałowi Materze[11].

30 stycznia
- Pułkownik Piotr Domżał nowym dowódcą pułku ochrony w Warszawie. Zastąpił na tym stanowisku płk. Mirosława Pietrasa[12].
- Zmiana na stanowisku komendanta 4 Regionalnej Bazy Logistycznej we Wrocławiu. Kończący służbę w Wojsku Polskim płk Marek Wiza przekazał dowodzenie płk. Mirosławowi Gieli[13].

31 stycznia
- Nowym dowódcą 3 Flotylli Okrętów został kmdr Andrzej Ogrodnik. Dotychczasowy dowódca kadm. Mirosław Jurkowlaniec dalszą służbę będzie pełnił w Inspektoracie Marynarki Wojennej DG RSZ[14].
- Inspektor Sił Powietrznych Dowództwa Generalnego RSZ, gen. dyw. pil. Jacek Pszczoła (generał) po ponad 36 latach w mundurze zakończył służbę w Wojsku Polskim. W dniu 26 stycznia odbył swój pożegnalny lot w lotnictwie wojskowym[15].

## Luty
1 lutego
- Zmiana na stanowisku dowódcy Pułku Reprezentacyjnego Wojska Polskiego. Nowym dowódcą został płk Marcin Kujawa, któremu obowiązki przekazał płk Leszek Szcześniak[16].
- 7 Eskadra Działań Specjalnych przekształciła się w Powietrzną Jednostkę Operacji Specjalnych[17].

2 lutego
- Nowym dowódcą 34 Brygady Kawalerii Pancernej został płk Jerzy Biryłko[18].

6 lutego
- Podczas uroczystości na Placu Marszałka Piłsudskiego generał Jarosław Mika przekazał obowiązki Dowódcy Generalnego RSZ oraz zakończył służbę w Wojsku Polskim[19]. Zgodnie z Postanowieniem Prezydenta RP nowym Dowódcą Generalnym mianowany został gen. broni Wiesław Kukuła. Wcześniej podczas uroczystości w Pałacu Prezydenckim, generał Mika został odznaczony Krzyżem Oficerskim Orderu Odrodzenia Polski[20].
- Podczas uroczystości w Pałacu Prezydenckim gen. bryg. Maciej Klisz odebrał z rąk Prezydenta RP akt mianowania na stanowisko Dowódcy Wojsk Obrony Terytorialnej[21].

9 lutego
- Kontradmirał Włodzimierz Kułagin w związku z wyznaczeniem na stanowisko służbowe w Inspektoracie Marynarki Wojennej DGRSZ przekazał obowiązki dowódcy 8 Flotylli Obrony Wybrzeża. Nowym dowódcą świnoujskiej flotylli został kmdr Piotr Sikora[22].

14 lutego
- Uroczystość pierwszego podniesienia bandery wojennej na ORP Mewa. Jest to trzeci nowo zbudowany niszczyciel min z serii Kormoran. Wszedł w skład 13 dywizjonu trałowców, 8 Flotylli Obrony Wybrzeża[23].

28 lutego
- Wicepremier-minister Obrony Narodowej zatwierdził umowę na dostawę bojowych wozów piechoty BORSUK. Na wyposażenie Wojska Polskiego ma trafić 1400 sztuk[24].

## Marzec
1 marca
- Gen. bryg. pil. Ireneusz Nowak został nowym Inspektorem Sił Powietrznych Dowództwa Generalnego Rodzajów Sił Zbrojnych[25].

10 marca
- W Dzienniku Ustaw Rzeczypospolitej Polskiej zostało opublikowane rozporządzenie Prezydenta RP z 8 marca 2023 w sprawie w sprawie określenia wielokrotności kwoty bazowej stanowiącej przeciętne uposażenie żołnierzy zawodowych[26].

27 marca
- Gen. bryg. Norbert Iwanowski został wyznaczony na dowódcę nowo powstającej 1 Dywizji Piechoty Legionów. Od września 2022 był pełnomocnikiem MON ds. sformowania nowej, piątej dywizji[27].

30 marca
- W Dzienniku Ustaw Rzeczypospolitej Polskiej zostało opublikowane rozporządzenie Ministra Obrony Narodowej z 27 marca 2023 roku w sprawie stawek uposażenia zasadniczego żołnierzy zawodowych[28].

## Kwiecień
28 kwietnia
- Wprowadzono do użytku „Regulamin ogólny żołnierza Wojska Polskiego”[29].

## Maj
3 maja
- Prezydent Rzeczypospolitej Polskiej, Zwierzchnik Sił Zbrojnych RP Andrzej Duda wręczył nominacje generalskie i admiralską niżej wymienionym oficerom Wojska Polskiego[30].

1. gen. dyw. Jarosławowi Gromadzińskiemu, radcy koordynatorowi Szefa Sztabu Generalnego WP na stopień generała broni,
2. gen. bryg. Arkadiuszowi Szkutnikowi, dowódcy 18 Dywizji Zmechanizowanej na stopień generała dywizji,
3. płk. Mirosławowi Brysiowi, szefowi Centralnego Wojskowego Centrum Rekrutacji na stopień generała brygady,
4. płk. Jerzemu Kwikowi, dowódcy 3 Brygady Radiotechnicznej na stopień generała brygady,
5. płk. Dariuszowi Machuli, dowódcy 2 Brygady Zmechanizowanej na stopień generała brygady,
6. płk. Romualdowi Maksymiukowi, zastępcy Szefa Agencji Uzbrojenia na stopień generała brygady,
7. płk. Piotrowi Wagnerowi, zastępcy Szefa Inspektoratu Wsparcia Sił Zbrojnych – Szefowi Logistyki na stopień generała brygady,
8. kmdr. Wojciechowi Sowie, zastępcy Dowódcy Centrum Operacji Morskich na stopień kontradmirała.

15 maja
- Zmiana na stanowisku dowódcy 3 Skrzydła Lotnictwa Transportowego. Gen pil. Wojciech Pikuła, który dalszą służbę pełnić będzie w Dowództwie Generalnym RSZ przekazał dowodzenie płk. pil. Grzegorzowi Kołodziejczykowi[31].
- Ppłk Andrzej Niegmański przekazał płk. Krzysztofowi Dudzie obowiązki na stanowisku komendanta Centrum Szkolenia Bojowego w Drawsku[32].

## Czerwiec
28 czerwca
- Pierwsza dostawa czołgów M1A1 ABRAMS dla Wojska Polskiego. Drogą morska do portu w Szczecinie dotarło 14 sztuk, które wejdą na wyposażenie 18 Dywizji Zmechanizowanej[33].

29 czerwca
- Gen. broni Jarosław Gromadziński objął dowodzenie Eurokorpusem[34].

## Lipiec
4 lipca
- W dniach 4-17 lipca na terenie Republiki Litewskiej działał Polski Kontyngent Wojskowy w składzie Sił Sojuszniczych Organizacji Traktatu Północnoatlantyckiego w operacji wsparcia wojskowego Republiki Litewskiej[35]. Jego podstawowym zadaniem była ochrona Szczytu NATO w Wilnie. Kontyngent, który liczył do 75 żołnierzy i pracowników sformowały Wojska Specjalne.

18 lipca
- Gen. dyw. Maciej Jabłoński przejął od gen. dyw. Adama Joksa obowiązki zastępcy dowódcy V Koprusu Sił Lądowych US Army. Uroczystość odbyła się w Fort Knox gdzie mieści dowództwo korpusu[36].

## Sierpień
1 sierpnia
- Gen. dyw. Adam Joks objął stanowisko dowódcy tworzonego 2 Korpusu Polskiego-Dowództwa Komponentu Lądowego[37][38].

13 sierpnia
- Otwarcie nowej siedziby Muzeum Wojska Polskiego na warszawskiej Cytadeli[39].

14 sierpnia
- Prezydent Rzeczypospolitej Polskiej, Zwierzchnik Sił Zbrojnych RP Andrzej Duda wręczył nominacje generalskie i admiralskie 21 oficerom Wojska Polskiego[40]:

1. gen. dyw. Dariuszowi Łukowskiemu, zastępcy Szefa Biura Bezpieczeństwa Narodowego na stopień generała broni;
2. gen. dyw. Markowi Sokołowskiemu, I zastępcy Dowódcy Generalnego Rodzajów Sił Zbrojnych na stopień generała broni;
3. gen. bryg. Norbertowi Iwanowskiemu, dowódcy 1. Dywizji Piechoty Legionów na stopień generała dywizji;
4. gen. bryg. Arturowi Kępczyńskiemu, szefowi Inspektoratu Wsparcia Sił Zbrojnych na stopień generała dywizji;
5. gen. bryg. Maciejowi Kliszowi, dowódcy Wojsk Obrony Terytorialnej na stopień generała dywizji;
6. gen. bryg. Szymonowi Koziatkowi, dowódcy 12. Dywizji Zmechanizowanej;
7. gen. bryg. Karolowi Molendzie, dowódcy Komponentu Wojsk Obrony Cyberprzestrzeni na stopień generała dywizji;
8. gen. bryg. Ireneuszowi Nowakowi, Inspektorowi Sił Powietrznych, Dowództwa Generalnego Rodzajów Sił Zbrojnych na stopień generała dywizji;
9. płk. Mariuszowi Chmielewskiemu, zastępcy Dowódcy Komponentu Wojsk Obrony Cyberprzestrzeni na stopień generała brygady;
10. płk. Krzysztofowi Knutowi, zastępcy Szefa Inspektoratu Kontroli Wojskowej na stopień generała brygady;
11. płk. Sławomirowi Kocanowskiemu, dowódcy 17. Brygady Zmechanizowanej na stopień generała brygady;
12. płk. Arturowi Kozłowskiemu, dowódcy 1. Warszawskiej Brygady Pancernej na stopień generała brygady;
13. płk. Sławomirowi Lidwie, dowódcy 9. Braniewskiej Brygady Kawalerii Pancernej na stopień generała brygady;
14. płk. Michałowi Marciniakowi, zastępcy Szefa Agencji Uzbrojenia na stopień generała brygady;
15. płk. Arkadiuszowi Mikołajczykowi, radcy koordynatorowi Dowódcy Generalnego Rodzajów Sił Zbrojnych na stopień generała brygady;
16. płk. Tadeuszowi Nastarowiczowi, dowódcy 21. Brygady Strzelców Podhalańskich na stopień generała brygady;
17. płk. Grzegorzowi Potrzuskiemu, szefowi Zarządu Wojsk Rakietowych i Artylerii, Dowództwa Generalnego Rodzajów Sił Zbrojnych na stopień generała brygady;
18. płk. Michałowi Strzeleckiemu, dowódcy 6. Brygady Powietrznodesantowej na stopień generała brygady;
19. płk. Marcinowi Żalowi, szefowi Pionu Planowania – Zastępcy Szefa Sztabu Dowództwa Operacyjnego Rodzajów Sił Zbrojnych na stopień generała brygady;
20. kmdr. Andrzejowi Ogrodnikowi, dowódcy 3. Flotylli Okrętów na stopień kontradmirała;
21. kmdr. Piotrowi Sikorze, dowódcy 8. Flotylli Obrony Wybrzeża na stopień kontradmirała.

15 sierpnia
- Pod hasłem Silna Biało-Czerwona w Warszawie odbyła się defilada Wojska Polskiego. Udział w niej wzięło około 2000 żołnierzy, 200 jednostek sprzętu wojskowego oraz 92 statki powietrzne[41].

## Wrzesień
8 września
- Nowym dowódcą 10 Brygady Kawalerii Pancernej został płk Mirosław Downar[42].

11 września
- Płk Marek Brzezicha nowym dowódcą 3 Brygady Radiotechnicznej. Przekazujący obowiązki gen. bryg. Jerzy Kwika dalszą służbę pełnił będzie w Dowództwie Generalnym RSZ[43].
- Płk Tomasz Białas nowym dowódcą 25 Brygady Kawalerii Powietrznej. Dotychczasowy dowódca, gen. bryg. Mariusz Pawluk został wyznaczony na stanowisko szefa Zarządu Wojsk Aeromobilnych i Zmotoryzowanych w Dowództwie Generalnym RSZ[44].

12 września
- Nowym dowódcą 12 Brygady Zmechanizowanej został płk Dariusz Czekaj. Dotychczasowy dowódca, gen. bryg. Roman Łytkowski dalszą służbę pełnił będzie w 2 Korpusie Polskim–Dowództwie Komponentu Lądowego[45].

15 września
- Zmiana na stanowisku dowódcy Litewsko-Polsko-Ukraińskiej Brygady. Gen. bryg. Jarosław Mokrzycki przekazał obowiązki płk. Piotrowi Lisowskiemu[46].

29 września
- Gen. dyw. Piotr Trytek przekazał obowiązki dowódcy 11 Lubuskiej Dywizji Kawalerii Pancernej, gen. bryg. Piotrowi Fajkowskiemu. Gen. Trytek dalszą służbę pełnił będzie na stanowisku Inspektora Wojsk Lądowych Dowództwa Generalnego RSZ[47].

- Zakończyło się ćwiczenie ROUTE 604 na drogowym odcinku lotniskowym w okolicach Wielbarka. Brały w nim udział statki powietrzne z: 1 i 2 SLT, 3 SLTr oraz 4 SLSz. Ostatnie takie ćwiczenie lotnictwa odbyło się 20 lat temu[48].

## Październik
1 października
- Gen. bryg. Rafał Kowalik objął stanowisko zastępcy dowódcy 1 Dywizji Kawalerii US Army[49].

2 października
- Płk Grzegorz Kaliciak objął obowiązki dowódcy 15 Brygady Zmechanizowanej[50].

8 października
- Wydano postanowienie Prezydenta RP Andrzeja Dudy o użyciu Polskiego Kontyngentu Wojskowego w Państwie Izrael. Celem jego działania był ewakuacja i transport obywateli RP z tego kraju. Kontyngent liczył do 200 żołnierzy i dysponował samolotami: B-737, C-130 oraz C-295. Postanowienie przewidywało jego użycie w dniach 8-15 października[51].

10 października
- Zwierzchnik Sił Zbrojnych RP, Prezydent RP Andrzej Duda zwolnił z zajmowanych stanowisk[52]:

1. generała Rajmunda T. Andrzejczaka ze stanowiska Szefa Sztabu Generalnego[53];
2. gen. broni Tomasza Piotrowskiego ze stanowiska Dowódcy Operacyjnego RSZ[54];
3. gen. broni Wiesława Kukułę ze stanowiska Dowódcy Generalnego RSZ[55];
4. gen. dyw. Macieja Klisza ze stanowiska Dowódcy Wojsk Obrony Terytorialnej[56]

i mianował:
1. gen. broni Wiesława Kukułę na stanowisko Szefa Sztabu Generalnego WP[57];
2. gen. dyw. Macieja Klisza na stanowisko Dowódcy Operacyjnego Rodzajów Sił Zbrojnych[58].

11 października
- Gen. broni Markowi Sokołowskiemu powierzono czasowe pełnienie obowiązków na stanowisku Dowódcy Generalnego RSZ. Czasowo pełniącym obowiązki Dowódcy Wojsk Obrony Terytorialnej został płk Krzysztof Stańczyk[59].

16 października
- Gen. broni Wiesław Kukuła przekazał obowiązki Dowódcy Generalnego RSZ gen. broni Markowi Sokołowskiemu[60].

17 października
- Generał Rajmund Andrzejczak przekazał obowiązki Szefa Sztabu Generalnego WP gen. broni Wiesławowi Kukule[61].

23 października
- Gen. broni Tomasz Piotrowski przekazał obowiązki Dowódcy Operacyjnego RSZ gen. dyw. Maciejowi Kliszowi[62].

27 października
- Prezydent RP Andrzej Duda wskazał gen. broni Wiesława Kukułę do mianowania na stanowisko Naczelnego Dowódcy Sił Zbrojnych[63].

30 października
- Na wyposażenie 25 Brygady Kawalerii Powietrznej weszły dwa pierwsze egzemplarze śmigłowców AW-149[64].

## Listopad
9 listopada
- Prezydent Rzeczypospolitej Polskiej, Zwierzchnik Sił Zbrojnych RP Andrzej Duda wręczył nominacje generalskie[65] w Wojsku Polskim:

1. gen. broni Wiesławowi Kukule, Szefowi Sztabu Generalnego Wojska Polskiego na stopień generała;
2. gen. dyw. Adamowi Joksowi, dowódcy 2. Korpusu Polskiego – Dowódcy Komponentu Lądowego na stopień generała broni;
3. gen. bryg.Robertowi Kosowskiemu, Rektorowi–Komendantowi Akademii Sztuki Wojennej na stanowisko generała dywizji;
4. gen. bryg. Krzysztofowi Nolbertowi, Attaché Obrony przy Ambasadzie RP w Stanach Zjednoczonych Ameryki na stopień generała dywizji;
5. gen. bryg. Wojciechowi Ziółkowskiemu, dowódcy 16. Dywizji Zmechanizowanej na stopień generała dywizji;
6. płk. Dariuszowi Czekajowi, dowódcy 12. Brygady Zmechanizowanej na stopień generała brygady;
7. płk. Mirosławowi Downarowi, dowódcy 10. Brygady Kawalerii Pancernej na stopień generała brygady;
8. płk. Mariuszowi Majerskiemu, dowódcy 1. Mazurskiej Brygady Artylerii na stopień generała brygady;
9. płk. Jackowi Sankowskiemu, zastępcy Dyrektora Departamentu Infrastruktury na stopień generała brygady;
10. płk. Michałowi Sprengelowi, Attaché Obrony przy Ambasadzie RP w Zjednoczonym Królestwie Wielkiej Brytanii i Irlandii Północnej na stopień generała brygady;
11. płk. Krzysztofowi Stańczykowi, I zastępcy Dowódcy Wojsk Obrony Terytorialnej na stopień generała brygady;
12. płk. Piotrowi Wańkowi, zastępcy Szefa Sztabu ds. Wsparcia – Szefowi Pionu 2. Korpusu Polskiego – Dowództwa Komponentu Lądowego na stopień generała brygady;

oraz Służbie Kontrwywiadu Wojskowego:
1. płk. Maciejowi Szpanowskiemu, Szefowi Służby Kontrwywiadu Wojskowego na stopień generała brygady.

10 listopada
- Wydano postanowienie Prezydenta RP Andrzeja Dudy o użyciu Polskiego Kontyngentu Wojskowego w Arabskiej Republice Egiptu. Celem jego działania jest ewakuacja i transport obywateli RP opuszczających Strefę Gazy. Kontyngent liczy do 150 żołnierzy i dysponuje 2 samolotami C-130 oraz jednym C-295. Postanowienie przewiduje jego użycie w dniach 10-19 listopada[66].
- Minister Obrony Narodowej "za uzyskanie najlepszych wyników w działalności służbowej w 2022 r" wyróżnił tytułem "Przodujący Oddział Wojska Polskiego" trzy jednostki wojskowe[67]:

1. Brygada Lotnictwa Marynarki Wojennej;
2. Oddział Specjalny Żandarmerii Wojskowej;
3. Pułk Reprezentacyjny Wojska Polskiego.

## Grudzień
13 grudnia
- Władysław Kosiniak-Kamysz przejął od Mariusza Błaszczaka obowiązki Ministra Obrony Narodowej[68].

15 grudnia
- Uroczystość przeformowania Pułku Ochrony w Warszawie w Brygadę Ochrony[69].

18 grudnia
- Nowym szefem Inspektoratu Kontroli Wojskowej został płk Arkadiusz Widła[70].

19 grudnia
- Zmiany w służbach specjalnych podległych MON. Gen. bryg. rez. Jarosław Stróżyk pokieruje Służbą Kontrwywiadu Wojskowego natomiast płk Dorota Kawecka Służbą Wywiadu Wojskowego[71].